# Albert Cano López
Albert Cano López (Palma, 1 d'agost de 1983) és un futbolista mallorquí, que ocupa la posició de migcampista i juga en la Unió Esportiva Son Verí de sa regional preferent balear.

## Trajectòria
Format al planter de l'Atlètic Balears, passa a l'equip juvenil del RCD Mallorca. Entre 2002 i 2004 militaria al Mallorca B, però no dona el pas al primer equip i recala al Constància d'Inca.
A la temporada 04/05 fitxa per l'Albacete Balompié, per incorpar-s'hi al seu filial. Romandria en el club manxec durant cinc temporades, tot alternant els partits del B, les aparicions amb el primer equip (debutant a la màxima categoria) i les cessions a l'Almansa (2006) i l'Eldense (2007).
El 2009 deixa l'Albacete. Després de jugar uns mesos a l'Oriola CF, retorna al Constància d'Inca per a la temporada 09/10.
Més tard pasaría per molts equips Balears, pero actualment juga al Son Verí.